# Barrington River
Barrington River är ett vattendrag i Australien. Det ligger i delstaten New South Wales, i den sydöstra delen av landet, omkring 220 kilometer norr om delstatshuvudstaden Sydney.
I omgivningarna runt Barrington River växer i huvudsak städsegrön lövskog. Trakten runt Barrington River är nära nog obefolkad, med mindre än två invånare per kvadratkilometer. Genomsnittlig årsnederbörd är 1 297 millimeter. Den regnigaste månaden är februari, med i genomsnitt 236 mm nederbörd, och den torraste är september, med 45 mm nederbörd.